# José Enrique Pons Grau
José Enrique Pons Grau o Josep Enric Pons Grau (Tavernes de la Valldigna, 19 de junio de 1948-13 de junio de 2024) fue un profesor y político socialista español.

## Biografía
Licenciado en Filosofía y Letras, especializado en Historia, fue profesor de enseñanza secundaria. Miembro del Partido Socialista Obrero Español (PSOE) desde los años 1970 en la clandestinidad, fue candidato al Congreso de los Diputados por la circunscripción de Valencia en las elecciones generales de 1982, sin resultar elegido. Al año siguiente, accedió al escaño en el Congreso al sustituir a su compañero, Joan Romero. Durante sus tres años como parlamentario en la cámara baja, fue miembro de las comisiones de Defensa, Asuntos Exteriores y Control de Radio Televisión Española. A partir de 1982, fue elegido en tres ocasiones miembro de la dirección del Partido Socialista del País Valenciano (PSPV), así como diputado al Parlamento Europeo en las elecciones europeas de 1987, 1989 y 1994. Como parlamentario europeo fue vicepresidente de la Comisión de Relaciones Económicas Exteriores (1987-1989) y vicepresidente también, durante siete años (1992-1999), del grupo de parlamentarios europeos que participaban en la asamblea conjunta con la delegación de los Estados de África, del Caribe y del Pacífico (ACP) para el seguimiento del convenio entre la Comunidad Económica Europea y la ACP. Al finalizar el último mandato, regresó a la docencia.